# 霍氏沙鰍
霍氏沙鰍為輻鰭魚綱鯉形目沙鰍科的其中一種。

## 分布
本魚分布於亞洲湄公河及湄南河流域。

## 特徵
本魚體流線型，體色為米灰色，下側腹部和腹面呈淺銀色。一道深色條紋沿背面貫穿魚體，另有一條紋環繞著尾柄。魚鱗極小，魚體表面光滑。背鰭軟條12至13枚；臀鰭軟條9至10枚；脊椎骨28至30枚。體長可達10公分。

## 生態
本魚發現於中到大型的河流。喜棲息於靜止及流動水域的岩石中裂隙了或者在岩石或木頭下面挖掘洞穴，屬雜食性，以軟體動物與底棲的無脊椎動物等為食，卵生。

## 經濟利用
為觀賞性魚類。

## 扩展阅读
- 維基物種上的相關：霍氏沙鰍
- 维基共享资源上的相關多媒體資源：霍氏沙鰍